# Atom Rock
Der Atom Rock ist ein inselartiger Rifffelsen vor der Loubet-Küste des Grahamlands auf der Antarktischen Halbinsel. In der Gruppe der Bragg-Inseln liegt er inmitten des Crystal Sound 800 m nordöstlich von Rambler Island.
Kartiert wurde der Felsen anhand von Vermessungen des Falkland Islands Dependencies Survey zwischen 1958 und 1959. Das UK Antarctic Place-Names Committee benannte ihn 1960 in Anlehnung an die Profession des Namensgebers der zugehörigen Inselgruppe.